# Zalisne, Ohtîrka
Zalisne (în ucraineană Залісне) este un sat în comuna Bakîrivka din raionul Ohtîrka, regiunea Sumî, Ucraina.

## Demografie
Componența lingvistică a localității Zalisne
     Ucraineană (92,31%)
     Rusă (7,69%)
Conform recensământului din 2001, majoritatea populației localității Zalisne era vorbitoare de ucraineană (92,31%), existând în minoritate și vorbitori de rusă (7,69%).